# Воронцов, Андрей Валерьевич
Андре́й Вале́рьевич Воронцо́в (бел. Андрэй Валер'евіч Варанцоў; род. 24 июля 1975) — белорусский легкоатлет, специалист по метанию молота. Выступал за сборную Белоруссии по лёгкой атлетике в 2000-х годах, победитель и призёр первенств национального значения, участник чемпионата мира в Хельсинки и чемпионата Европы в Гётеборге. Мастер спорта Республики Беларусь международного класса.

## Биография
Андрей Воронцов родился 24 июля 1975 года. Занимался метанием молота под руководством своего отца Валерия Алексеевича Воронцова, проходил подготовку в Могилёвском областном центре олимпийского резерва по лёгкой атлетике и игровым видам спорта.
Будучи студентом, в 2001 году представлял Белоруссию на Универсиаде в Пекине, где с результатом 73,69 стал седьмым.
В 2003 году на Универсиаде в Тэгу показал результат 65,81 и занял итоговое восьмое место.
В 2005 году на чемпионате Белоруссии в Бресте метнул молот на 78,93 метра, закрыв двадцатку сильнейших мирового рейтинга. Попав в основной состав белорусской национальной сборной, выступил на чемпионате мира в Хельсинки — на предварительном квалификационном этапе показал результат 69,71 метра, чего оказалось недостаточно для выхода в финал.
В 2006 году одержал победу на Мемориале Ромуальда Клима в Стайках, показав при этом десятый результат мирового сезона — 80,54 метра. Принимал участие в чемпионате Европы в Гётеборге — здесь благополучно преодолел предварительный квалификационный этап, но в финале провалил все три попытки.
В июне 2008 года на турнире в Минске установил свой личный рекорд в метании молота — 81,31 метра (восьмой результат мирового сезона).
За выдающиеся спортивные достижения удостоен почётного звания «Мастер спорта Республики Беларусь международного класса».
В 2012 году в результате перепроверки допинг-пробы, сделанной на чемпионате мира в Хельсинки, Воронцов был уличён в употреблении запрещённых веществ — проба показала наличие кломифена и оксандролона. За это спортсмена отстранили от участия в соревнованиях сроком на 4 года. Позднее в 2013 году его свежий допинг-тест оказался положительным — на сей раз у него нашли запрещённый препарат туринабол. За повторное нарушение антидопинговых правил его дисквалифицировали пожизненно.